# إمسوان (إمسوان)
إمسوان هي إحدى مشيخات المملكة المغربية، تتبع جغرافيا لعمالة أكادير إدا وتنان وإداريًا لإمسوان. يقدر عدد سكانها بـ 6450 نسمة حسب الإحصاء الرسمي للسكان والسكنى لسنة 2004.